# 瑞斯·弗雷克-沃特菲爾德
瑞斯·弗雷克-沃特菲爾德（英語：Rhys Frake-Waterfield，1991/1992年－）是一名英國電影導演、製片人、編劇和剪輯師，他因2023年的獨立恐怖電影《小熊維尼：血與蜜》而知名。這是他職業生涯中的第一部影院電影，也是他的製作公司鋸齒邊緣製片（Jagged Edge Productions）的第一部電影。

## 職業生涯
2021年，弗雷克-沃特菲爾德離開他在EDF能源公司的工作，開始在鋸齒邊緣製片公司製作電影。離開EDF能源公司後，他在兩年時間內製作了40至50部故事片。
2022年1月1日，1926年兒童讀物《小熊維尼》進入公有領域。此後不久，Jagged Edge Productions宣布了一部以小熊維尼為原型的砍殺電影，名為《小熊維尼：血與蜜》，弗萊克-沃特菲爾德擔任導演、編劇，並與史考特·傑佛瑞（Scott Jeffrey）擔任聯合製片人。在公眾和小熊維尼粉絲群體中都有很多爭議，弗萊克-沃特菲爾德聲稱他和影片製作的其他成員收到了死亡威脅，但電影於2023年2月15日在美國的影院上映，收到非常差的評價。該片的預算據說不到10萬美元，卻賺了360多萬美元。之後，弗萊克-沃特菲爾德宣布《血與蜜》的續集，其預算是原來的五倍，同時還有根據《小鹿斑比》和《彼得潘》改編的恐怖電影。他還表示有興趣在未來拍攝有關索爾、《天線寶寶》和《忍者龜》的電影。

## 影視作品
| 年份 | 標題                | 標題                               | 職務 | 職務 | 職務   | 職務   | 備註                                     | 來源   |
| 年份 | 譯名                | 原名                               | 導演 | 編劇 | 製片人 | 剪輯師 | 備註                                     | 來源   |
| ---- | ------------------- | ---------------------------------- | ---- | ---- | ------ | ------ | ---------------------------------------- | ------ |
| 2021 | 不適用              | Bloody Mary                        | 否   | 否   | 是     | 是     |                                          | [ 11 ] |
| 2021 | 不適用              | Easter Killing                     | 否   | 否   | 是     | 是     |                                          | [ 11 ] |
| 2022 | 不適用              | The Area 51 Incident               | 是   | 是   | 是     | 是     | 兼作曲家                                 | [ 12 ] |
| 2022 | 不適用              | The Killing Tree                   | 是   | 是   | 是     | 是     | 兼裝飾                                   | [ 12 ] |
| 2023 | 不適用              | Firenado                           | 是   | 是   | 是     | 否     | 與史考特·傑佛瑞（Scott Jeffrey）共同執導 | [ 12 ] |
| 2023 | 小熊維尼：血與蜜    | Winnie-the-Pooh: Blood and Honey   | 是   | 是   | 是     | 是     |                                          | [ 2 ]  |
| 2024 | 小熊維尼2：噬血維尼 | Winnie-the-Pooh: Blood and Honey 2 | 是   | 是   | 是     | 否     |                                          | [ 2 ]  |
| 2025 | 彼得潘：惡夜遊戲    | Peter Pan: Neverland Nightmare     | 否   | 否   | 是     | 否     |                                          | [ 8 ]  |
| 2025 | 匹诺曹：弦断        | Pinocchio: Unstrung                | 是   | 否   | 是     | 否     |                                          | [ 13 ] |
| 2025 | 小鹿斑比：清算      | Bambi: The Reckoning               | 否   | 否   | 是     | 否     |                                          | [ 7 ]  |

## 外部連結
- 瑞斯·弗雷克-沃特菲爾德在互联网电影资料库（IMDb）上的資料（英文）